# Takesure Chinyama
Takesure Chinyama (Harare, 30 de setembro de 1982) é um futebolista zimbabuano que atua como atacante. Atualmente defende o UKS Warszowice.

## Carreira
Revelado pelo Wankie / Hwange em 2003, jogou ainda no Monomotapa United antes de se mudar para a Polônia em 2007 para defender o  Groclin Grodzisk, ajudando o clube a vencer a Ekstraklasa Cup e a Copa nacional. Sua melhor fase foi no Legia Varsóvia, onde atuou entre 2007 e 2011 e conquistou o Campeonato Polonês em 2007–08 e 2010–11 e a Supercopa da Polônia de 2008, sendo também o primeiro não-europeu a ser artilheiro da primeira divisão nacional, marcando 19 gols na temporada 2008–09, empatado com Paweł Brożek, na época jogador do Wisla Cracóvia. Além do atacante, outros 2 jogadores zimbabuanos faziam parte do elenco: Dickson Choto e Herbert Dick (ambos zagueiros).
Defendeu ainda Dynamos (2 passagens), Orlando Pirates, Platinum Stars e Platinum - ao final da primeira passagem pelo Dynamos, atuou pelo LZS Piotrówka, equipe da quarta divisão polonesa onde ainda jogaria em 2019 e 2022, passando ainda por KS Batory Wola Batorska (Klasa A) e UKS Warszowice (Klasa B).

## Carreira internacional
Chinyama disputou 7 jogos pela Seleção Zimbabuana entre 2005 e 2012, não marcando nenhum gol.

## Títulos
Dyskobolia Grodzisk Wielkopolski
- Copa da Polônia: 2006–07
- Ekstraklasa Cup: 2006–07, 2007–08

Legia Varsóvia
- Campeonato Polonês: 2008–09
- Copa da Polônia: 2007–08, 2010–11
- Supercopa da Polônia: 2008

Platinum
- Campeonato Zimbabuense: 2017[1]

Orlando Pirates
- Campeonato Sul-Africano: 2012–13

Platinum Stars
- MTN 8: 2013

Dynamos
- Campeonato Zimbabuense: 2012
- Copa do Zimbabwe: 2012

### Individuais
- Artilheiro do Campeonato Polonês: 2008–09 (19 gols)